# Mittelauel
Mittelauel ist ein Ortsteil von Untereschbach in der Stadt Overath im Rheinisch-Bergischen Kreis in Nordrhein-Westfalen, Deutschland.

## Lage und Beschreibung
Mittelauel ist ein kleiner Ortsteil westlich von Overath und oberhalb der Sülz und der Landesstraße 284, die hier Hoffnungsthaler Straße heißt. In der Nähe befinden sich Daubenbüchel, Unterauel und der Golfplatz Lüderich auf dem Gelände der ehemaligen Grube Lüderich.

## Geschichte
Das Namenswort Auel leitet sich von *ouwala, *ouwila ab, dessen Stammwort ouwa (= Wasserland) im Sinne einer von mehreren Seiten von Wasser umgebenden Flusswiese zu verstehen ist.
Die Topographia Ducatus Montani des Erich Philipp Ploennies, Blatt Amt Porz, belegt, dass der Wohnplatz bereits 1715 eine Hofstellen besaß, die als z. Revel beschriftet ist. Aus der Charte des Herzogthums Berg 1789 des Carl Friedrich von Wiebeking geht hervor, dass der Ortsbereich zu dieser Zeit Teil des Unterkirchspiels Immekeppel im Obergericht Bensberg war.
Der Ort ist auf der Topographischen Aufnahme der Rheinlande von 1817 als Mit. Aul verzeichnet. Die Preußische Uraufnahme von 1845 zeigt den Wohnplatz unter dem Namen Mittelste Auel. Ab der Preußischen Neuaufnahme von 1892 ist der Ort auf Messtischblättern regelmäßig als Mittel-Auel oder Mittelauel verzeichnet.
1822 lebten 34 Menschen im als Bauerngut kategorisierten und als (Mittel-)Auel bezeichneten Ort, der nach dem Zusammenbruch der napoleonischen Administration und deren Ablösung zur Bürgermeisterei Bensberg im Kreis Mülheim am Rhein gehörte. Für das Jahr 1830 werden für den als Mittel-Auel bezeichneten Ort 46 Einwohner angegeben. Der 1845 laut der Uebersicht des Regierungs-Bezirks Cöln als Bauergüter kategorisierte und Mittel-Auel bezeichnete Ort besaß zu dieser Zeit vier Wohngebäude mit 28 Einwohnern, alle katholischen Bekenntnisses. Die Gemeinde- und Gutbezirksstatistik der Rheinprovinz führt Mittelauel 1871 mit sieben Wohnhäusern und 42 Einwohnern auf. Im Gemeindelexikon für die Provinz Rheinland von 1888 werden für Mittel Auel acht Wohnhäuser mit 37 Einwohnern angegeben. 1895 besitzt der Ort vier Wohnhäuser mit 40 Einwohnern und gehörte konfessionell zum katholischen Kirchspiel Immekeppel. 1905 werden neun Wohnhäuser und 65 Einwohner angegeben.
Aufgrund § 10 des Köln-Gesetzes wurden 1975 mehrere Bensberger Außenorte in die Gemeinde Overath umgemeindet, darunter auch der Bereich um Untereschbach mit Mittelauel.